# Radu de Valachie
Radu de Valachie est prince titulaire de Valachie en 1591.
Fils cadet de Mircea V Ciobanul, il tente de se faire nommer prince de Valachie en mars-avril 1591 mais les turcs lui préfèrent Ștefan Ier Surdul. 